# Lucas Sur Primera
Lucas Sur Primera é uma junta de governo da província de Entre Ríos, na Argentina.